# 萨里 (马恩省)
萨里（法語：Sarry，法語發音：[saʁi]）是法国马恩省的一个市镇，位于该省中部，属于香槟沙隆区。

## 地理
萨里（48°55'4"N, 4°24'24"E）面积20.01 平方千米，位于法国大東部大區马恩省，该省份为法国东北部内陆省份，北起阿登省，西北接埃纳省，西南接塞纳-马恩省，南至奥布省，东南接上马恩省，东临默兹省。
与萨里接壤的市镇（或旧市镇、城区）包括：香槟地区沙隆、孔佩尔特里、科吕、库尔蒂索勒、科勒河畔埃屈里、蒙塞特隆热瓦、圣梅米、索尼欧穆兰。

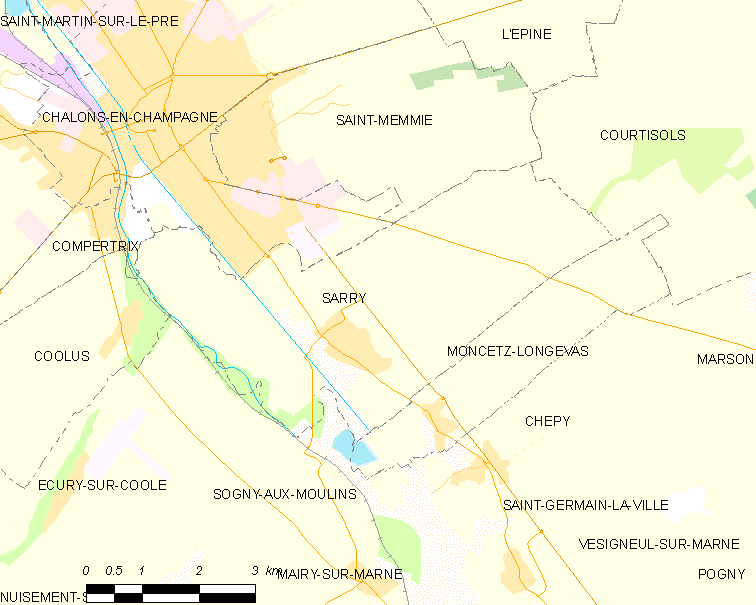
的OSM定位图

萨里的时区为UTC+01:00、UTC+02:00（夏令时）。

## 行政
萨里的邮政编码为51520，INSEE市镇编码为51525。

## 政治
萨里所属的省级选区为香槟沙隆第三县。

## 人口

1962-2008年间人口变化图示

萨里于2022年1月1日时的人口数量为2028人。